# Lutych
Lutych (francouzsky Liège, nizozemsky Luik, německy Lüttich) je hlavní město provincie Lutych na východě Belgie. Žije zde přibližně 195 tisíc obyvatel. Aglomerace Lutychu má přibližně 750 000 obyvatel (k roku 2008), a je tedy největší aglomerací ve Valonsku a třetí největší aglomerací v Belgii (větší aglomeraci mají Brusel a Antverpy).

## Demografie
Lutych je nejdůležitějším kulturním centrem Valonska a jeho obyvatelé jsou převážně frankofonní. Město je sídlem jediné státní frankofonní univerzity v Belgii, založené roku 1817. V Lutychu žije významná italská menšina a celkový počet cizinců žijících ve městě činí 30 576 (údaj z 1. července 2006).
Město Lutych zahrnuje bývalé obce Angleur, Bressoux, Chênée, Glain, Grivegnée, Jupille, Lutych, Rocourt a Wandre, čtvrť Sclessin bývalé obce Ougrée a několik ulic obcí Ans, Saint-Nicolas a Vottem. Tyto bývalé obce byly připojeny k městu Lutych roku 1977 v rámci politiky slučování obcí. Území města má rozlohu 69 km², počet obyvatel 197 355 a hustotu zalidnění 2 800 obyvatel na km² (1. 1. 2018).
Městská aglomerace Lutychu se rozkládá na ploše 367 km², k roku 2019 v ní žije odhadem 500 939 obyvatel. Tuto městskou aglomeraci tvoří obce Seraing, Saint-Nicolas, Ans, Herstal, Beyne-Heusay, Fléron, Chaudfontaine, Esneux a Flémalle. Širší aglomerace Lutychu, která oproti městské aglomeraci zahrnuje navíc přilehlé venkovské oblasti, má přibližně 750 000 obyvatel (k roku 2008).

### Vývoj počtu obyvatel
| Rok      | 1803   | 1806   | 1820   | 1846   | 1865    | 1880    | 1900    |
| Obyvatel | 45 496 | 46 983 | 49 962 | 75 961 | 105 903 | 123 131 | 157 760 |

| Rok      | 1910    | 1920    | 1961    | 1976    | 1977    | 1997    | 2000    | 2005    |
| Obyvatel | 167 521 | 163 298 | 153 240 | 135 347 | 227 974 | 189 510 | 187 538 | 186 196 |

Počet obyvatel města Lutych postupně klesá (např. roku 1977, kdy došlo ke sloučení obcí, mělo město 227 974 obyv., zatímco roku 2005 pouhých 186 196). Naproti tomu počet obyvatel aglomerace se dlouhodobě pohybuje kolem 600 000. Z toho je zřejmý posun obyvatelstva směrem od centra aglomerace k jejímu okraji.

## Historie
Podle archeologických výzkumů bylo území Lutychu osídleno již před více než 2000 lety. V období antického Říma zde existovala osada, římská vila ze 2.-3. století n. l. byla zdokumentována v centru na místě pozdější katedrály.
Dějiny křesťanského sídla Franské říše, latinsky zvaného Vicus Leodicus, a opěrné misijní stanice začínají v šestém až sedmém století. Následně byl roku 705 v Lutychu zavražděn maastrichský biskup svatý Lambert. Jeho nástupce sv. Hubert se souhlasem papeže přemístil sídlo biskupství z Maastrichtu do Lutychu a stal se prvním biskupem biskupství Lutych. Později se stal Lutych hlavním městem knížecí biskupství Lutych, které existovalo v letech 980–1795. Řehoř X. byl zdejším arcijáhnem před svým zvolením papežem. 
Významné římskokatolické církevní a vzdělávací centrum vyzařovalo svým vlivem do celé Evropy. Například roku 1655 odtud bylo vysláno sedm řeholnic řádu sv. Voršily do Prahy. Na zdejší univerzitě studovali mnozí čeští studenti.
Roku 1795 bylo knížectví biskupství anektováno Francií a v letech 1815–1830 bylo součástí Spojeného království nizozemského. Od roku 1830, kdy proběhla belgická revoluce, je Lutych součástí Belgického království.

## Geografie
Město Lutych je správním centrem stejnojmenné provincie a arrondissementu. Nachází se na východě Belgie v blízkosti hranic s Nizozemskem a Německem, 25 km jižně od Maastrichtu (Nizozemsko) a 40 km západně od Cách (Německo). Je součástí Euroregionu Máza-Rýn, ve kterém žije 3,7 milionů obyvatel.
Lutych se nachází v místě, kde se stýkají tři geografické oblasti, a sice Hesbaye na severu (160–200 m nad mořem, jedna z hlavních zemědělských oblastí Belgie), Pays de Herve na východě (200–320 m n. m., zvlněná oblast, využívaná k pěstování ovoce) a Condroz na jihu (200–280 m n. m., podhůří Arden).
Značnou část území města tvoří nánosová planina řek Máza, Ourthe a Vesdre (Vesdre je přítokem řeky Ourthe, která se vlévá do Mázy). Máza protéká Lutychem přibližně ve směru od jihozápadu k severovýchodu. Na území města má Máza délku přibližně 12 km a je plně usplavněna. Na úrovni starého města je nánosová planina Mázy úzká s průměrnou šířkou 1,3 km. Součástí vodních cest v Lutychu jsou rovněž tři vodní kanály, z nichž nejvýznamnější je Albertův kanál, který spojuje Lutych a Antverpy.
Díky dobrému vodnímu spojení s Francií, Vlámskem a Nizozemskem má Lutych třetí největší říční přístav v Evropě (Port autonome de Liège) po Duisburgu a Paříži (Ports de Paris).

## Sport
Ve městě sídlí fotbalové kluby Standard Lutych a RFC Lutych. Standard Lutych hraje své domáci zápasy na stadionu Stade Maurice Dufrasne, který v minulosti hostil několik utkání Mistrovství Evropy 2000 a kvalifikace na Mistrovství světa 2010.
Město je též pravidelným cílovým městem cyklistického závodu Lutych–Bastogne–Lutych.

## Osobnosti města

### Rodáci
- Blahoslavený Vilém ze Saint-Thierry (1075/1085–1148), mystik, autor duchovních knih[8]
- Florimond Claude, hrabě de Mercy-Argenteau (1727–1794), rakouský diplomat[9]
- André Ernest Modeste Grétry (1741–1813), belgický hudební skladatel[10]
- Gustave de Molinari (1819–1912), belgický ekonom a filozof[11]
- César Franck (1822–1890), belgicko-francouzský hudební skladatel a varhaník[12]
- Eugène Ysaÿe (1858–1931), belgický houslový virtuóz[13]
- Jean Rey (1902–1983), belgický politik, předseda Evropské komise[14]
- Georges Simenon (1903–1989), belgický spisovatel detektiv, tvůrce komisaře Maigreta[15]
- Marie Gillain (* 1975), belgická herečka[16]
- Justine Heninová (* 1982), bývalá belgická profesionální tenistka, olympijská vítězka a bývalá světová jednička v ženské dvouhře[17]
- Steve Darcis (* 1984), bývalý belgický profesionální tenista[18]
- Déborah François (* 1987), belgická herečka, držitelka Césara[19]
- Axel Witsel (* 1989), belgický profesionální fotbalista[20]
- David Goffin (* 1990), belgický profesionální tenista[21]

### Obyvatelé
- Svatý Hubert († 727), franský biskup, zakladatel města Lutychu[22]
- Svatá Juliana z Lutychu (1192/1193–1258), řeholnice a mystička[23]
- Jindřich IV. (1050–1106), římský král a císař Svaté říše římské[24]
- John Mandeville (1300–1372), autor jednoho z nejrozšířenějších středověkých cestopisů, tzv. Mandevillova cestopisu[25]
- Jiří Rakouský (1505–1557), polorodý bratr Filipa I. Sličného, arcibiskup valencijský[26]
- Antoine Wiertz (1806–1865), belgický malíř a sochař[27]
- Eugène Charles Catalan (1814–1894), belgicko-francouzský matematik[28]
- John Browning (1855–1926), americký vynálezce a konstruktér zbraní[29]

## Partnerská města
- Cáchy, Německo, 1955
- Esch-sur-Alzette, Lucembursko, 1958
- Kolín nad Rýnem, Německo, 1958
- Krakov, Polsko, 1978
- Lille, Francie, 1958
- Lubumbashi, Kongo, 1987
- Maastricht, Nizozemsko, 1955
- Nancy, Francie, 1954
- Plzeň, Česko, 1965
- Porto, Portugalsko, 1977
- Rotterdam, Nizozemsko, 1958
- Saint Louis, Senegal, 1980
- Turín, Itálie, 1958
- Volgograd, Rusko, 1959

## Fotogalerie

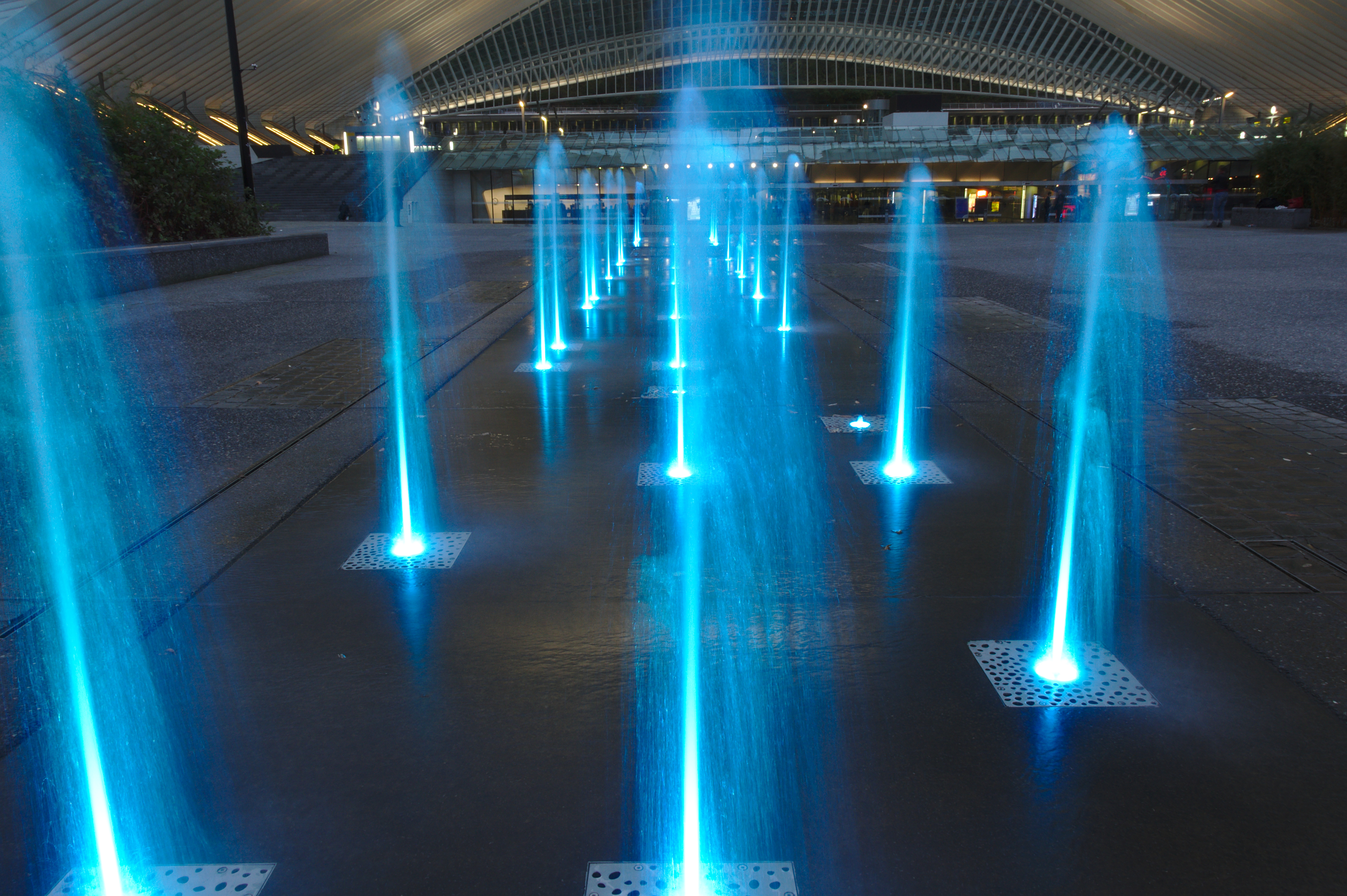
Fontány před vlakovým nádražím Guillemins
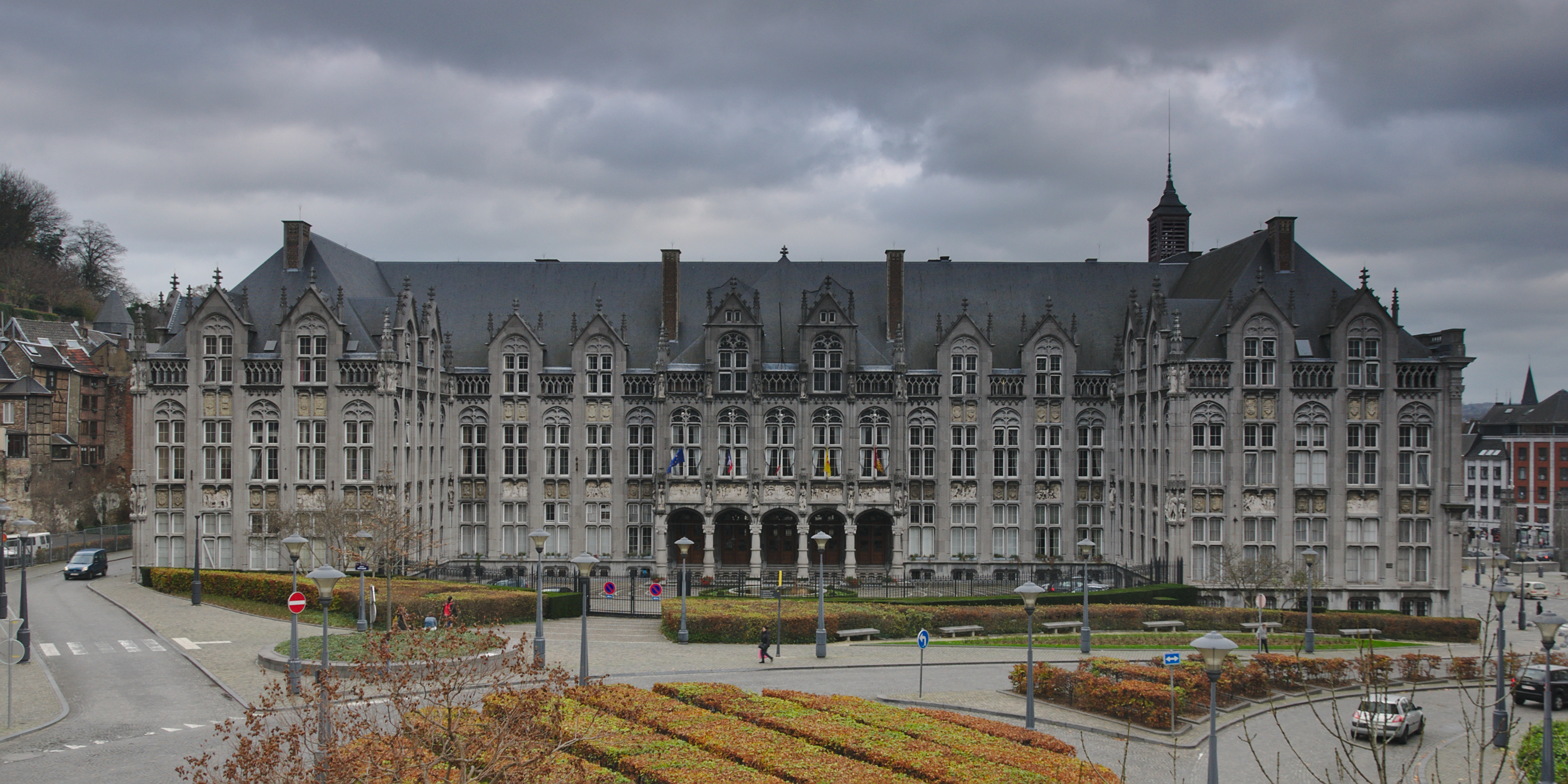
Budova soudu
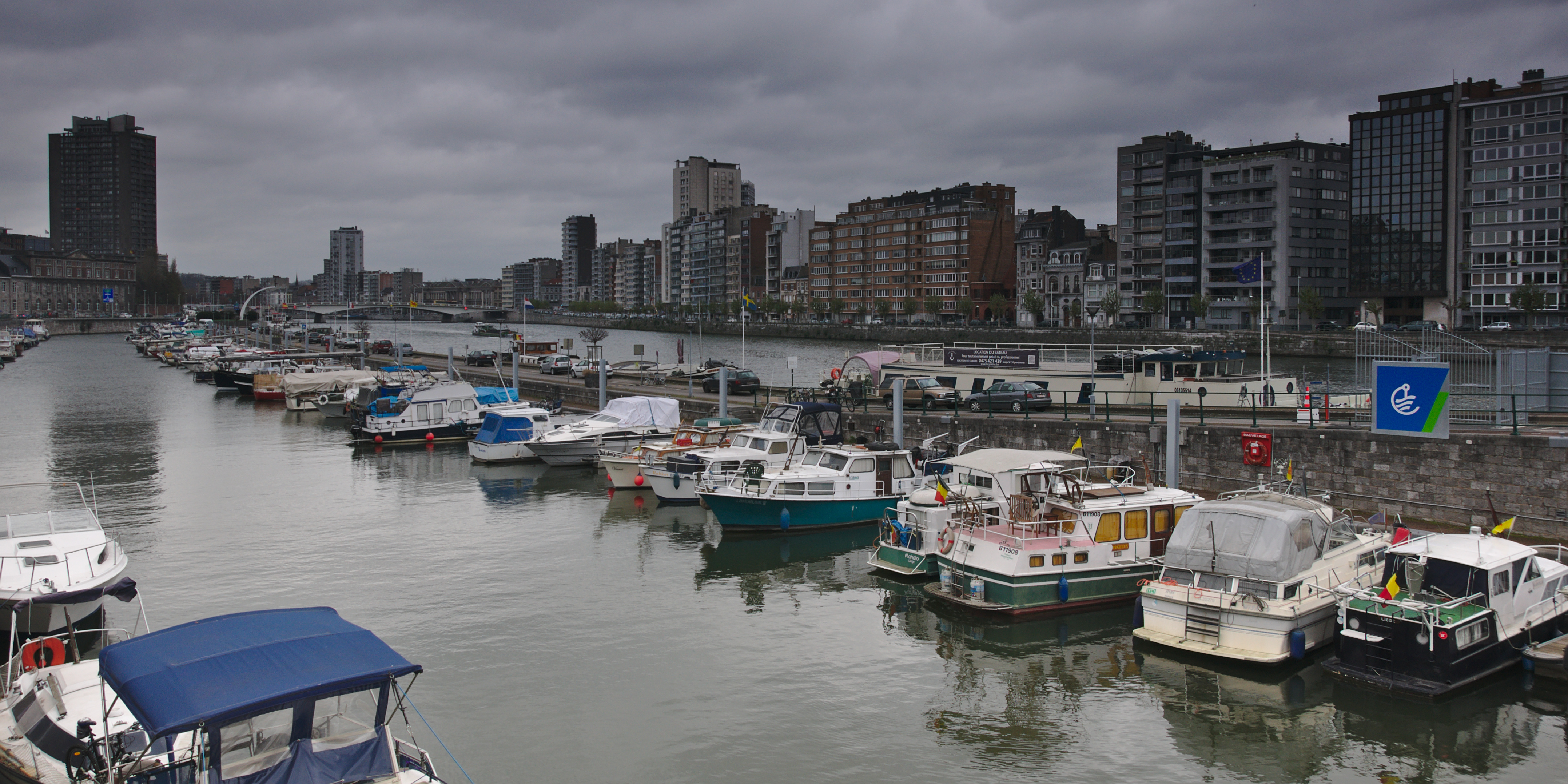
Jachtový přístav
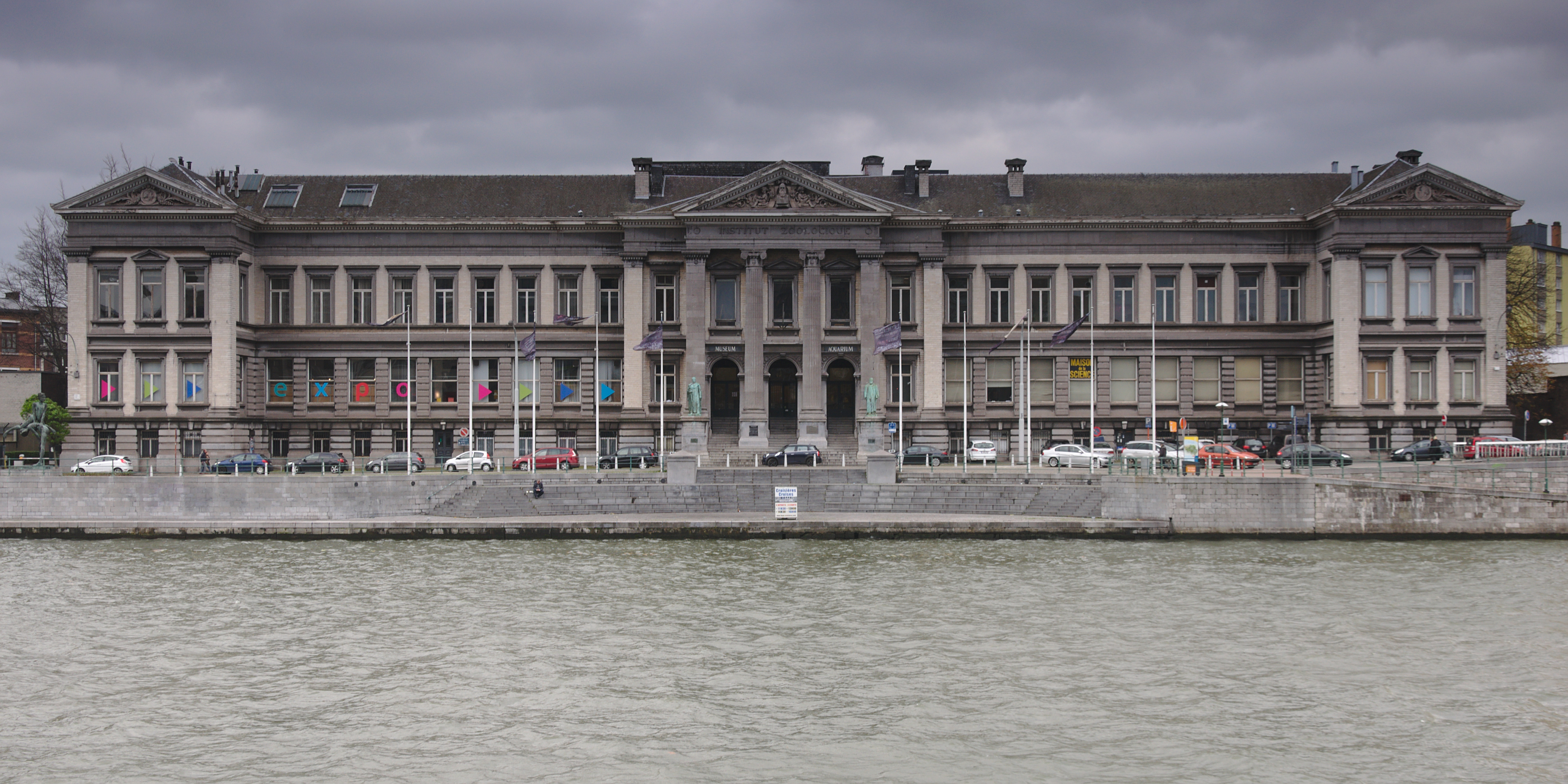
Akvárium
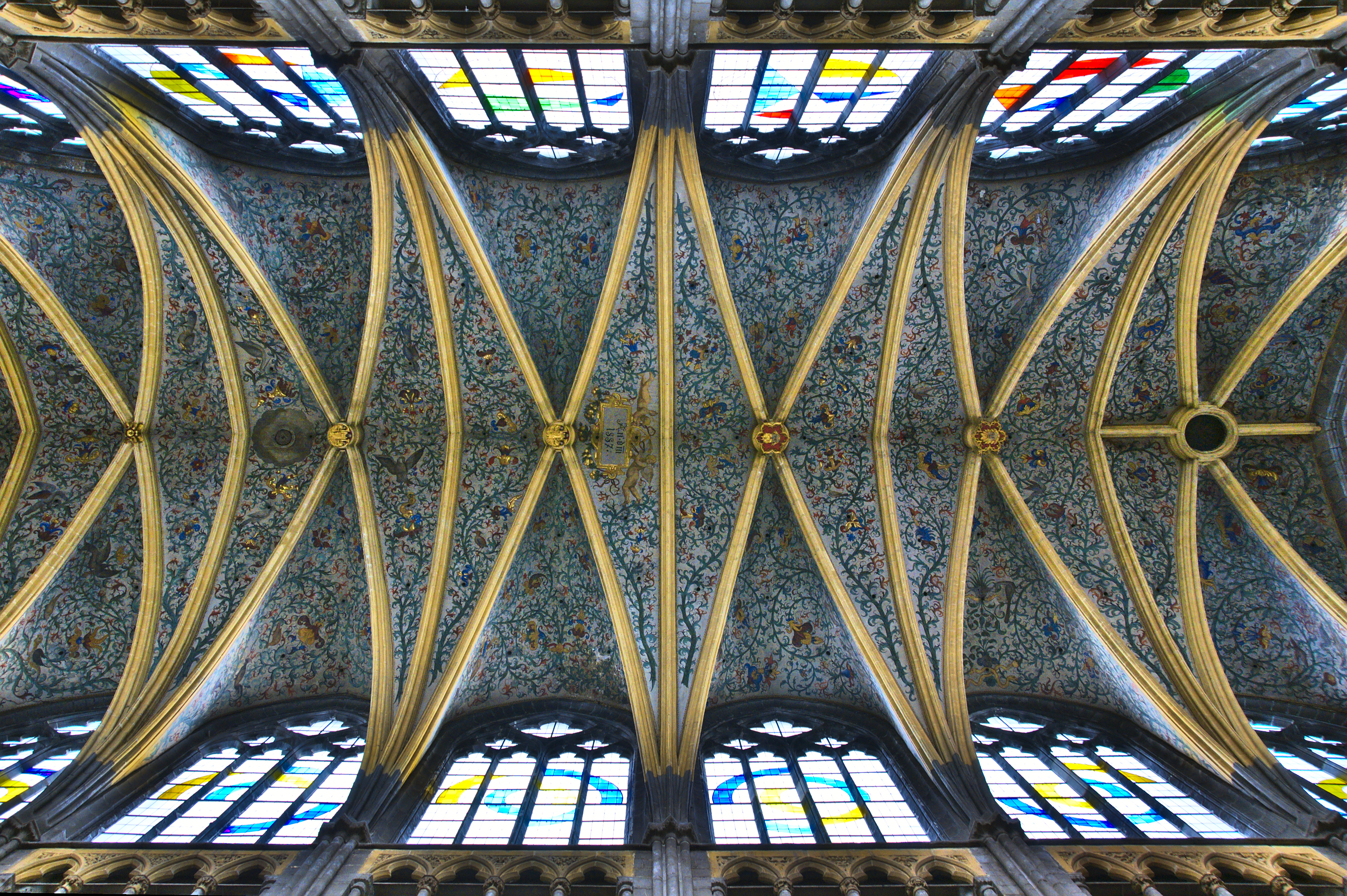
Strop katedrály svatého Pavla
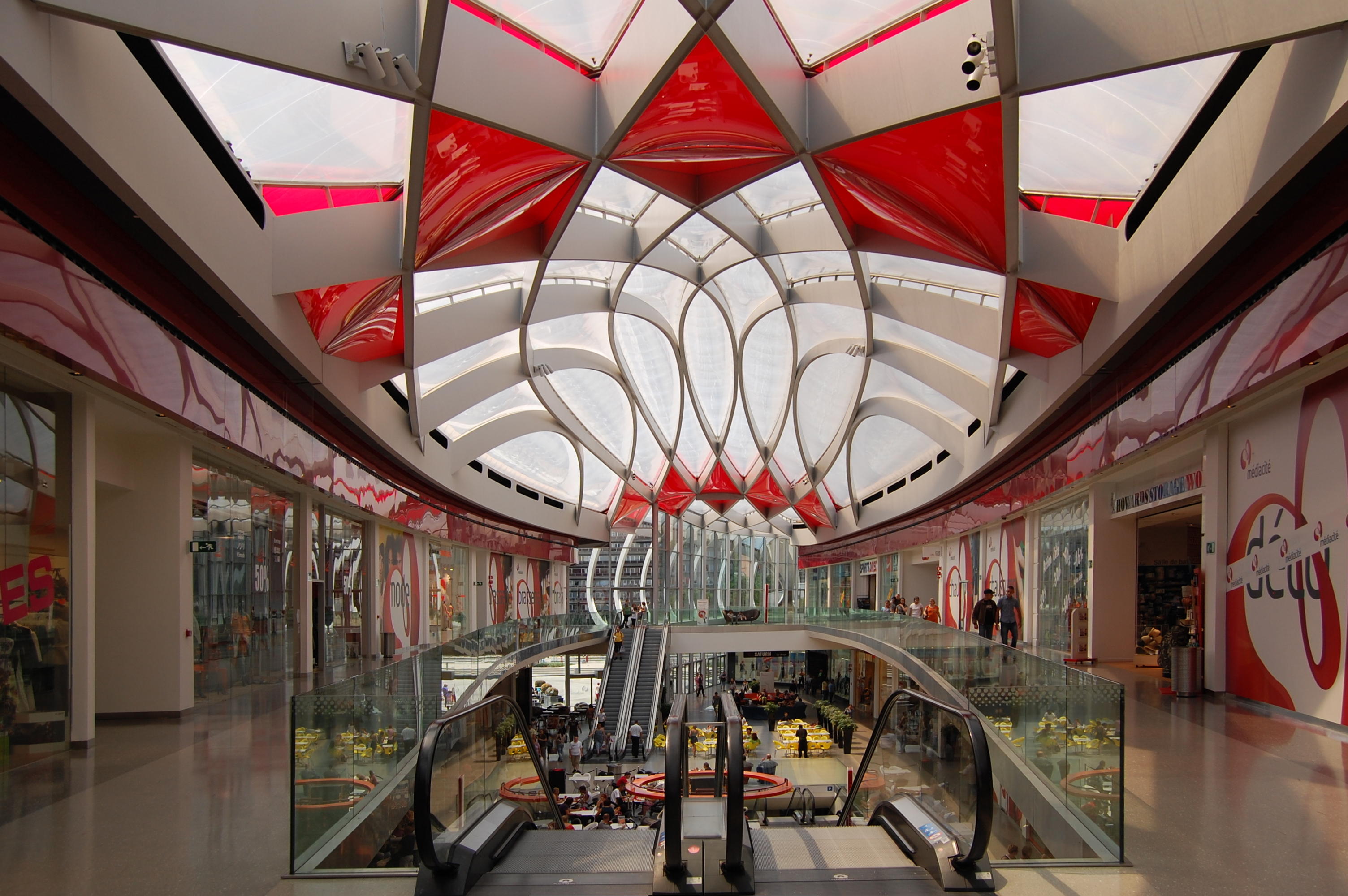
Nákupní centrum Médiacité
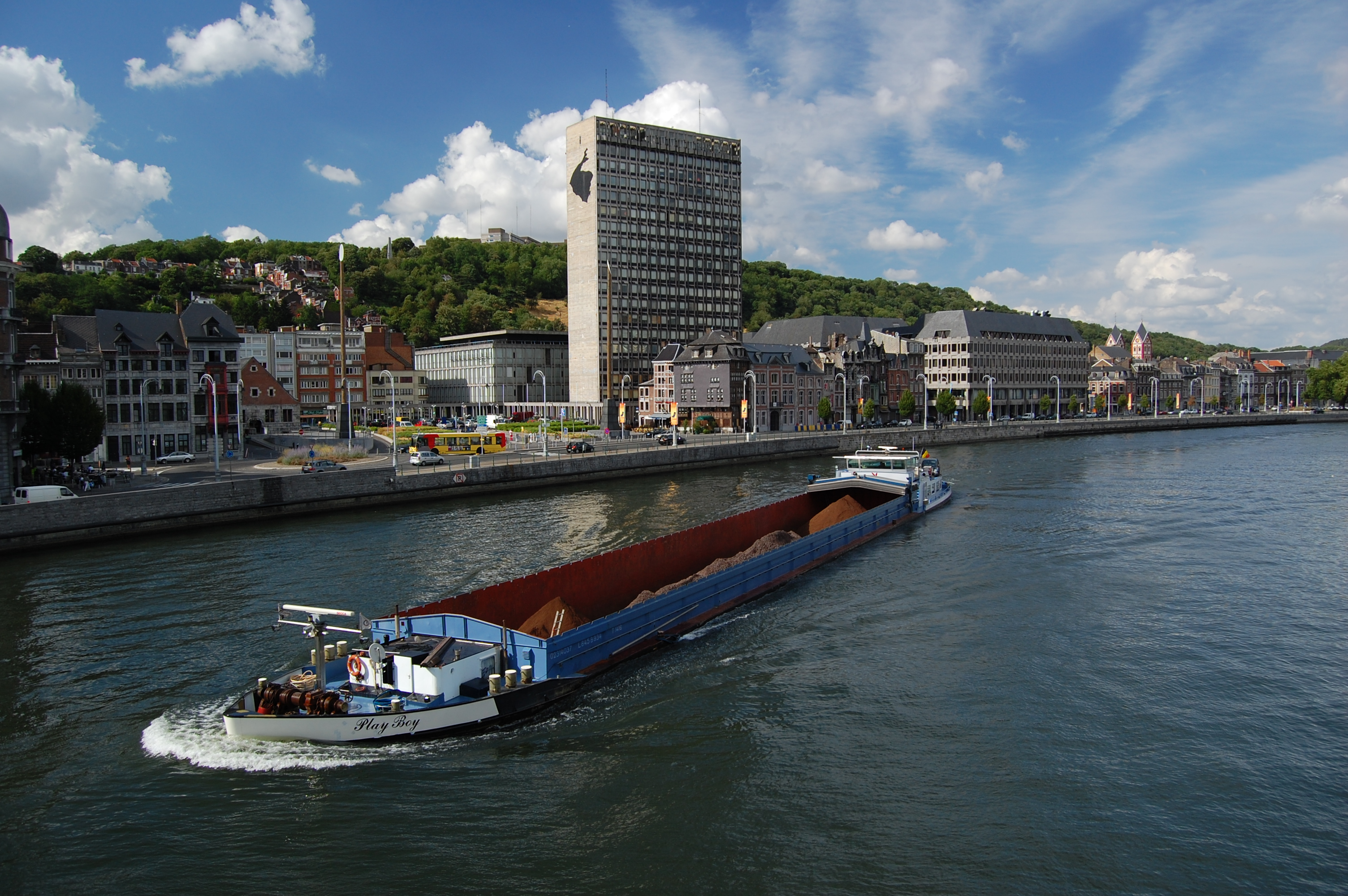
Loď a za ní moderní architektura města